# Mapa Cultural Paulista

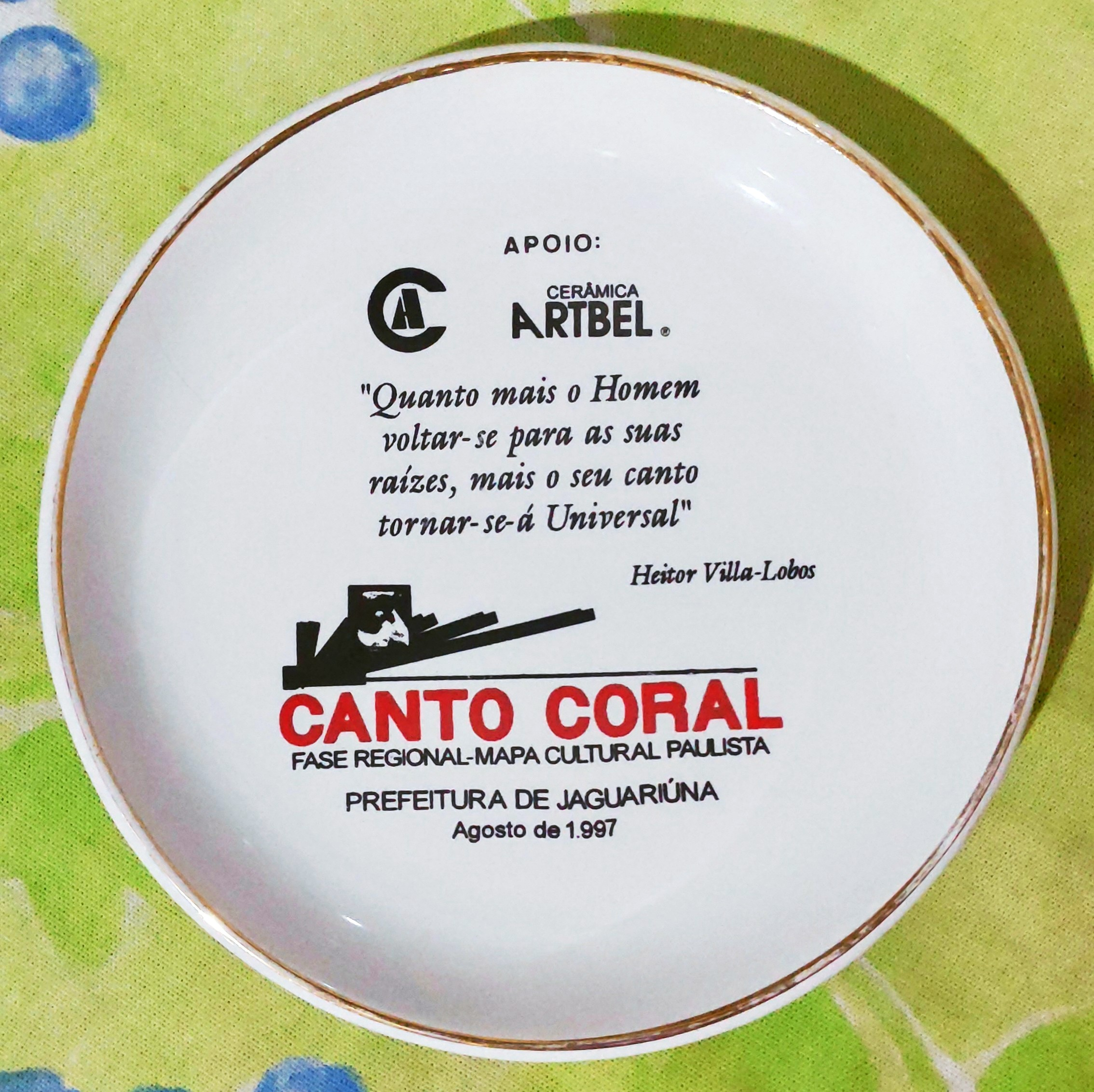
Brinde dado aos participantes da Fase Regional do Mapa Cultural Paulista - Jaguariúna, 1997

O Mapa Cultural Paulista é uma competição de caráter cultural realizada pela Secretaria da Cultura do Estado de São Paulo com o intuito de premiar e promover por todo o estado os melhores indivíduos e grupos artísticos de cada uma de suas 13 regiões administrativas.
Foi criado em 1995 tendo como principal objetivo o de promover o intercâmbio da produção artística no Estado, ao mesmo tempo em que estimula a participação dos municípios em atividades culturais. É considerado "um dos mais importantes projetos culturais de São Paulo do ponto de vista formativo, informativo e de circulação de artistas do interior do Estado."
A competição se desenvolve em três fases: municipal, regional e estadual. A fase municipal seleciona os melhores artistas e grupos, que irão representar a cidade na fase regional. Para esta etapa os municípios são agrupados em treze regiões: Araçatuba, Araraquara, Baixada Santista, Bauru, Campinas, Grande São Paulo, Marília, Presidente Prudente, Ribeirão Preto, São José do Rio Preto, São José dos Campos, Sorocaba e Vale do Ribeira. Finalmente, os selecionados em cada região participam da fase final, que acontece na cidade de São Paulo.

## Edições
Inicialmente anual e depois bianual, até o momento foram realizadas as seguintes edições:

### 1995
| Vencedores | Vencedores        | Vencedores            | Vencedores     | Vencedores       |
| Expressão  |                   | Nome                  | Cidade         | Região           |
| ---------- | ----------------- | --------------------- | -------------- | ---------------- |
| Teatro     | Melhor Espetáculo | Morte e Vida Severina | Ribeirão Pires | Grande São Paulo |
| Teatro     | Diretor Revelação | Cícero Ferreira       | Ribeirão Pires | Grande São Paulo |
| Teatro     | Melhor Iluminação | Luiz Antônio Oraá     | Ribeirão Pires | Grande São Paulo |
| Teatro     | Melhor Cenografia | Maurício Rodrigues    | Ribeirão Pires | Grande São Paulo |

### 1996
Uma lista parcial de vencedores pode ser conferida abaixo:
| Vencedores  | Vencedores  | Vencedores                      | Vencedores | Vencedores |
| Expressão   | Expressão   | Nome                            | Cidade     | Região     |
| ----------- | ----------- | ------------------------------- | ---------- | ---------- |
| Canto coral | Canto coral | Coral Unicamp Zíper na Boca     | Campinas   | Campinas   |
| Literatura  | Conto       | Roberval Alves Pereira (Pereyr) | Campinas   | Campinas   |
| Literatura  | Poesia      | Roberval Alves Pereira (Pereyr) | Campinas   | Campinas   |

### 1997
Uma lista parcial de vencedores pode ser conferida abaixo:
| Vencedores       | Vencedores | Vencedores      | Vencedores | Vencedores |
| Expressão        | Colocação  | Nome            | Cidade     | Região     |
| ---------------- | ---------- | --------------- | ---------- | ---------- |
| Desenho de Humor | 1º lugar   | Rômulo Coutinho | Itapira    | Campinas   |

### 1998
Sem informações disponíveis.

### 1999
A 5ª edição do Mapa contemplou nove modalidades: artes plásticas, canto coral, composição musical, dança, desenho de humor, fotografia, literatura, teatro e vídeo. Ao todo foram apresentados mais de 1600 trabalhos de todas as 13 regiões do estado.

### 2000
Nesta 6ª edição, 1677 artistas participaram da fase regional, sendo classificados 318 para a fase estadual.
A lista dos vencedores pode ser conferida abaixo:
| Vencedores          | Vencedores | Vencedores                                                 | Vencedores            | Vencedores            | Vencedores |
| Expressão           | Colocação  | Nome                                                       | Cidade                | Região                | Premiação  |
| ------------------- | ---------- | ---------------------------------------------------------- | --------------------- | --------------------- | ---------- |
| Artes Plásticas     | 1º lugar   | Vladimir Munhoz                                            | São José do Rio Preto | São José do Rio Preto | R$ 5 mil   |
| Artes Plásticas     | 2º lugar   | Antônio Carlos Morelato Junior                             | Piracicaba            | Campinas              | R$ 3 mil   |
| Artes Plásticas     | 3º lugar   | Waldomiro L. Bampa                                         | Vinhedo               | Campinas              | R$ 2 mil   |
| Canto Coral         | 1º lugar   | Voz Ativa Madrigal, reg. Ricardo Barbosa                   | Osasco                | Grande São Paulo      | R$ 15 mil  |
| Canto Coral         | 2º lugar   | Madrigal In Casa, reg. Beatriz Dokkedal                    | Campinas              | Campinas              | R$ 10 mil  |
| Canto Coral         | 3º lugar   | Cia. Canto Vivo, reg. Cláudia de Queiroz                   | Jundiaí               | Campinas              | R$ 5 mil   |
| Composição Musical  | 1º lugar   | Francisco Claret de Assis Silva                            | Suzano                | Grande São Paulo      | R$ 5 mil   |
| Composição Musical  | 2º lugar   | Alexsandro Macedo Almeida                                  | São Carlos            | Central               | R$ 3 mil   |
| Composição Musical  | 3º lugar   | Kiko Zamarian e Cristina Saraiva                           | Mococa                | Campinas              | R$ 2 mil   |
| Dança               | 1º lugar   | Marcelo Proença Cia de Dança                               | Votorantim            | Sorocaba              | R$ 15 mil  |
| Dança               | 2º lugar   | Cia. Ballet Isabel Gusman                                  | Assis                 | Marília               | R$ 10 mil  |
| Dança               | 3º lugar   | Studio Marcia Belarmino                                    | Suzano                | Grande São Paulo      | R$ 5 mil   |
| Desenho de Humor    | 1º lugar   | Bruno Hamzagic de Carvalho                                 | Taboão da Serra       | Grande São Paulo      | R$ 5 mil   |
| Desenho de Humor    | 2º lugar   | Gustavo Fonseca Duarte                                     | Bauru                 | Bauru                 | R$ 3 mil   |
| Desenho de Humor    | 3º lugar   | Leandro Granito Dias                                       | Mococa                | Campinas              | R$ 2 mil   |
| Fotografia          | 1º lugar   | Thiago Altafini                                            | Piracicaba            | Campinas              | R$ 5 mil   |
| Fotografia          | 2º lugar   | Derli de Sousa Mello                                       | Mogi das Cruzes       | Grande São Paulo      | R$ 3 mil   |
| Fotografia          | 3º lugar   | Daniella Rosário dos Santos                                | Ribeirão Preto        | Ribeirão Preto        | R$ 2 mil   |
| Literatura (Conto)  | 1º lugar   | Heusner de Moura Grael Tablas pseudônimo: Tenório Guanes   | Dois Córregos         | Bauru                 | R$ 3 mil   |
| Literatura (Conto)  | 2º lugar   | Cristiane Grando                                           | Cerquilho             | Sorocaba              | R$ 2 mil   |
| Literatura (Conto)  | 3º lugar   | Whisner Fraga Mamed pseudônimo: Zagreus                    | São Carlos            | Central               | R$ 1 mil   |
| Literatura (Poesia) | 1º lugar   | Paulo de Tarso Cabrini Júnior pseudônimo: Paulo Ribeiro    | Duartina              | Bauru                 | R$ 3 mil   |
| Literatura (Poesia) | 2º lugar   | Ricardo Dias Flaitt de Barros pseudônimo: Osmundo de Minas | Mococa                | Campinas              | R$ 2 mil   |
| Literatura (Poesia) | 3º lugar   | Rosa Maria Ferreira de Oliveira pseudônimo: Felipa Aroyo   | Auriflama             | Araçatuba             | R$ 1 mil   |
| Teatro              | 1º lugar   | Companhia Azul Celeste                                     | São José do Rio Preto | São José do Rio Preto | R$ 15 mil  |
| Teatro              | 2º lugar   | Cia. Estável de Teatro Amadora (CETA)                      | Piracicaba            | Campinas              | R$ 10 mil  |
| Teatro              | 3º lugar   | Sertania Nordestina                                        | São José dos Campos   | Cone Leste Paulista   | R$ 5 mil   |
| Vídeo               | 1º lugar   | Gustavo Russo Estevão e Thomas Larson                      | Ribeirão Preto        | Ribeirão Preto        | R$ 5 mil   |
| Vídeo               | 2º lugar   | Carlos Ribeiro                                             | Tatuí                 | Sorocaba              | R$ 3 mil   |
| Vídeo               | 3º lugar   | Djalma Weffort de Oliveira                                 | Presidente Epitácio   | Presidente Prudente   | R$ 2 mil   |

### 2001 / 2002
A 7ª Edição do Mapa foi a primeira a ser realizada ao longo de dois anos, com as fases municipal e regional em 2001, e a final entre abril e maio de 2002. As modalidades avaliadas foram: artes plásticas, canto coral, composição musical, dança, desenho de humor, fotografia, literatura (poesia e conto), teatro e vídeo. Ao todo participaram 354 municípios com um total de 2171 inscritos.

### 2003 / 2004
A 8ª edição teve 1663 inscritos de 316 municípios, em sete modalidades: teatro, dança, artes plásticas, fotografia, desenho de humor, poesia e conto. Desse total, foram selecionados 265 artistas para a etapa final, representando 141 municípios: 17 grupos de dança; 157 imagens de 29 fotógrafos; 264 obras de 113 artistas plásticos; 134 trabalhos de desenho de humor de 45 cartunistas e chargistas; 15 poemas e 15 contos de diversos escritores. Os três primeiros classificados na dança receberam prêmios em dinheiro, entre R$ 3.000,00 e R$ 7.000,00; em literatura (poesia e conto), os prêmios em dinheiro foram entre R$ 1.000,00 e 3.000,00.

### 2005 / 2006
Mais de 7 mil artistas e grupos de 322 municípios de São Paulo se inscreveram para a 9ª edição do Mapa, que contemplou criadores e grupos nas áreas de artes plásticas, canto coral, dança, desenho de humor, fotografia, literatura (conto e poesia), teatro e vídeo.
A lista de vencedores pode ser conferida abaixo:
| Vencedores       | Vencedores       | Vencedores | Vencedores                                            | Vencedores            | Vencedores | Vencedores |
| Expressão        | Expressão        | Colocação  | Nome                                                  | Cidade                | Premiação  |            |
| ---------------- | ---------------- | ---------- | ----------------------------------------------------- | --------------------- | ---------- | ---------- |
| Artes Plásticas  | Artes Plásticas  | 1º lugar   | Elizabeth Jane Miller Gardner                         | São Roque             | R$ 6 mil   |            |
| Artes Plásticas  | Artes Plásticas  | 2º lugar   | Letícia Maria Tonon                                   | Santa Gertrudes       | R$ 4 mil   |            |
| Artes Plásticas  | Artes Plásticas  | 3º lugar   | Marcia Guizelini Jardim                               | São Vicente           | R$ 2,5 mil |            |
| Canto Coral      | Canto Coral      | 1º lugar   | Madrigal In Casa, reg. Beatriz Dokkedal               | Campinas              | R$ 8 mil   |            |
| Canto Coral      | Canto Coral      | 2º lugar   | Madrigal Vivace, reg. Vasti Atique                    | Jundiaí               | R$ 6 mil   |            |
| Canto Coral      | Canto Coral      | 3º lugar   | Madrigal Universitário, reg. Cadmo Fausto Cardos      | Sorocaba              | R$ 3,5 mil |            |
| Dança            | Dança            | 1º lugar   | Cia. Ditirambo de Dança Contemporânea                 | Araraquara            | R$ 8 mil   |            |
| Dança            | Dança            | 2º lugar   | Centro de Arte Lilian Gumieiro                        | Suzano                | R$ 5 mil   |            |
| Dança            | Dança            | 3º lugar   | Cia. de Dança Pio X                                   | Jundiaí               | R$ 3,5 mil |            |
| Desenho de Humor | Desenho de Humor | 1º lugar   | Luciano Verinezi                                      | São Pedro             | R$ 4 mil   |            |
| Desenho de Humor | Desenho de Humor | 2º lugar   | Valdecir Senna                                        | Osvaldo Cruz          | R$ 3 mil   |            |
| Desenho de Humor | Desenho de Humor | 3º lugar   | Luis Gustavo Guimarães                                | Monte Alto            | R$ 1,5 mil |            |
| Fotografia       | Fotografia       | 1º lugar   | Antonio Henrique Ravasi                               | Ribeirão Preto        | R$ 5 mil   |            |
| Fotografia       | Fotografia       | 2º lugar   | José Mario de Oliveira                                | Jaboticabal           | R$ 3 mil   |            |
| Fotografia       | Fotografia       | 3º lugar   | Maria Luiza Salum Caporali                            | Salesópolis           | R$ 1,5 mil |            |
| Literatura       | Conto            | 1º lugar   | Márcio Scheel                                         | Ibitinga              | R$ 4 mil   |            |
| Literatura       | Conto            | 2º lugar   | Leonardo de Oliveira Bueno                            | Santo André           | R$ 3 mil   |            |
| Literatura       | Conto            | 3º lugar   | Antonio Lazaro Sant'Ana                               | Ilha Solteira         | R$ 1,5 mil |            |
| Literatura       | Poesia           | 1º lugar   | João Ricardo Terra                                    | Igarapava             | R$ 4 mil   |            |
| Literatura       | Poesia           | 2º lugar   | José Geraldo Neves dos Santos                         | Santo André           | R$ 3 mil   |            |
| Literatura       | Poesia           | 3º lugar   | Yonne Santiago Carneiro Randes                        | Campo Limpo Paulista  | R$ 1,5 mil |            |
| Teatro           | Teatro           | 1º lugar   | Lacraios de Teatro                                    | Mongaguá              | R$ 8 mil   |            |
| Teatro           | Teatro           | 2º lugar   | Grupo Teatral da E.E. Prof. Maria Ângela Batista Dias | Paraguaçu Paulista    | R$ 5 mil   |            |
| Teatro           | Teatro           | 3º lugar   | Cia. de Teatro Travessia                              | Santa Bárbara d'Oeste | R$ 3,5 mil |            |
| Vídeo            | Vídeo            | 1º lugar   | Carlos Eduardo de Oliveira                            | Garça                 | R$ 5 mil   |            |
| Vídeo            | Vídeo            | 2º lugar   | Jovano Tortorella                                     | Botucatu              | R$ 3 mil   |            |
| Vídeo            | Vídeo            | 3º lugar   | Maurício Squarisi Roque                               | Valinhos              | R$ 1,5 mil |            |

### 2007 / 2008
As categorias avaliadas nesta edição foram: artes visuais (artes plásticas, desenho de humor e fotografia), canto coral, dança, literatura (conto, crônica e poesia), teatro e vídeo. Ao todo, participaram da etapa regional 323 trabalhos, sendo 13 classificados em teatro; 13 em canto coral; 140 em artes visuais; 136 em literatura; 8 em vídeo e 13 em dança. Como novidade em relação às edições anteriores, foi abolido o sistema de classificação em 1º a 3º lugares; o número de finalistas por categoria aumentou para cinco, todos recebendo igual premiação.
A lista de vencedores pode ser conferida abaixo:
| Vencedores      | Vencedores       | Vencedores                                          | Vencedores            | Vencedores                                |
| Expressão       | Expressão        | Nome                                                | Cidade                | Premiação                                 |
| --------------- | ---------------- | --------------------------------------------------- | --------------------- | ----------------------------------------- |
| Artes plásticas | Artes visuais    | Alessandra da Costa                                 | Bauru                 | R$ 1.000                                  |
| Artes plásticas | Artes visuais    | Antonio Carlos Nicoliello                           | Nova Europa           | R$ 1.000                                  |
| Artes plásticas | Artes visuais    | Dorival Francisco da Silva                          | Matão                 | R$ 1.000                                  |
| Artes plásticas | Artes visuais    | Edenilson de Aguiar                                 | Pirassununga          | R$ 1.000                                  |
| Artes plásticas | Artes visuais    | Fábio Sales                                         | Buritama              | R$ 1.000                                  |
| Artes plásticas | Artes visuais    | Neuza Trevisan                                      | Bebedouro             | R$ 1.000                                  |
| Artes plásticas | Artes visuais    | Meire Orsetti                                       | Itanhaém              | R$ 1.000                                  |
| Artes plásticas | Artes visuais    | Olívia Niemeyer                                     | Campinas              | R$ 1.000                                  |
| Artes plásticas | Artes visuais    | Paulo Antonio Nilson                                | Santa Gertrudes       | R$ 1.000                                  |
| Artes plásticas | Artes visuais    | Rafael de Aquino Lourenço                           | Jacareí               | R$ 1.000                                  |
| Artes plásticas | Artes visuais    | Renzo M. Fernandes                                  | Bebedouro             | R$ 1.000                                  |
| Artes plásticas | Desenho de humor | Dawidson César França                               | Cajamar               | R$ 1.000                                  |
| Artes plásticas | Desenho de humor | Rogério de Araújo                                   | Colina                | R$ 1.000                                  |
| Artes plásticas | Fotografia       | Gilberto Cerri Rodrigues                            | Carapicuiba           | R$ 1.000                                  |
| Artes plásticas | Fotografia       | Vinícius Assêncio                                   | Pederneiras           | R$ 1.000                                  |
| Canto coral     | Canto coral      | Coral Guiomar Novaes                                | Dracena               | R$ 1.200 por apresentação (até cinco)     |
| Canto coral     | Canto coral      | Coral da Boca Pra Fora                              | Tatuí                 | R$ 1.200 por apresentação (até cinco)     |
| Canto coral     | Canto coral      | Companhia Vocal Enrico Nery                         | Franca                | R$ 1.200 por apresentação (até cinco)     |
| Canto coral     | Canto coral      | Multicanto da Prefeitura Municipal de São Carlos    | São Carlos            | R$ 1.200 por apresentação (até cinco)     |
| Canto coral     | Canto coral      | Grupo Vocal Luiz de Queiroz                         | Piracicaba            | R$ 1.200 por apresentação (até cinco)     |
| Dança           | Dança            | Grupo Descendentes de Rua                           | São Sebastião         | R$ 1.200 por apresentação (até cinco)     |
| Dança           | Dança            | Grupo Faces Ocultas Cia. de Dança                   | Salto                 | R$ 1.200 por apresentação (até cinco)     |
| Dança           | Dança            | Grupo Blackout                                      | Américo Brasiliense   | R$ 1.200 por apresentação (até cinco)     |
| Dança           | Dança            | Grupo Camafeu                                       | Dracena               | R$ 1.200 por apresentação (até cinco)     |
| Dança           | Dança            | Grupo Street Boys                                   | Fernandópolis         | R$ 1.200 por apresentação (até cinco)     |
| Literatura      | Conto            | Regina Lúcia Alonso Perez                           | Santos                | R$ 1.000 e 50 unidades do livro-coletânea |
| Literatura      | Conto            | José Geraldo Neres dos Santos                       | Santo André           | R$ 1.000 e 50 unidades do livro-coletânea |
| Literatura      | Conto            | Whisner Fraga                                       | Ribeirão Preto        | R$ 1.000 e 50 unidades do livro-coletânea |
| Literatura      | Crônica          | Mônica Cândido Oliveira                             | Cajamar               | R$ 1.000 e 50 unidades do livro-coletânea |
| Literatura      | Crônica          | Lara Pezzolo Fidelis                                | Santo André           | R$ 1.000 e 50 unidades do livro-coletânea |
| Literatura      | Poesia           | Marcelo José Lopes                                  | Guarujá               | R$ 1.000 e 50 unidades do livro-coletânea |
| Literatura      | Poesia           | Sônia Maria Carriel Brandão                         | Bauru                 | R$ 1.000 e 50 unidades do livro-coletânea |
| Literatura      | Poesia           | Nestor Isejima Lampros                              | Atibaia               | R$ 1.000 e 50 unidades do livro-coletânea |
| Literatura      | Poesia           | Cláudio Guilherme Alves Salla                       | Indaiatuba            | R$ 1.000 e 50 unidades do livro-coletânea |
| Literatura      | Poesia           | Elizabeth Brait Alvim                               | Diadema               | R$ 1.000 e 50 unidades do livro-coletânea |
| Literatura      | Poesia           | Eduardo Rocha Duran                                 | Tupã                  | R$ 1.000 e 50 unidades do livro-coletânea |
| Literatura      | Poesia           | Francis Murakami                                    | Marília               | R$ 1.000 e 50 unidades do livro-coletânea |
| Literatura      | Poesia           | Walter Roberto Merlotto                             | São José Rio Preto    | R$ 1.000 e 50 unidades do livro-coletânea |
| Literatura      | Poesia           | José Antonio Muassab Franca                         | Guaratinguetá         | R$ 1.000 e 50 unidades do livro-coletânea |
| Literatura      | Poesia           | Érika Siqueira Santos                               | São José dos Campos   | R$ 1.000 e 50 unidades do livro-coletânea |
| Teatro          | Teatro           | Vidraça Cia. De Teatro                              | Mogi Mirim            | R$ 1.200 por apresentação (até cinco)     |
| Teatro          | Teatro           | Cia. Azul Celeste                                   | São José do Rio Preto | R$ 1.200 por apresentação (até cinco)     |
| Teatro          | Teatro           | Grupo de Teatro Pingo d'Água                        | Cordeirópolis         | R$ 1.200 por apresentação (até cinco)     |
| Teatro          | Teatro           | Cia. Teatro em Carne e Osso                         | Franco da Rocha       | R$ 1.200 por apresentação (até cinco)     |
| Teatro          | Teatro           | Grupo Tristán de Teatro                             | Jacareí               | R$ 1.200 por apresentação (até cinco)     |
| Vídeo           | Vídeo            | Sapucaia, de Sílvia Bigarelli                       | Jacareí               | R$ 1.200 e vídeo em DVD                   |
| Vídeo           | Vídeo            | O Alto Comunicador Falante, de Paulo Augusto Vieira | Bauru                 | R$ 1.200 e vídeo em DVD                   |
| Vídeo           | Vídeo            | O Píxel e o Picadeiro, de Diogo de Freitas Menezes  | Jales                 | R$ 1.200 e vídeo em DVD                   |
| Vídeo           | Vídeo            | Estação Pederneiras, de Gustavo Camilo              | Pederneiras           | R$ 1.200 e vídeo em DVD                   |
| Vídeo           | Vídeo            | Cerol - a Vida por um fio, de Marcos Otero          | Indaiatuba            | R$ 1.200 e vídeo em DVD                   |

### 2009 / 2010
Participaram desta edição 5200 artistas de 224 cidades. Para esta edição foi adicionada uma quarta etapa após a fase estadual, de circulação das criações artísticas pelo Estado. As expressões artísticas avaliadas foram reagrupadas e expandidas da seguinte forma: Artes visuais: artes plásticas, desenho de humor, fotografia, vídeo (animação, documentário, ficção); Dança: clássica, contemporânea, outros; Literatura: conto, crônica e poesia; Música: canto coral, instrumental (composição e intérprete); Teatro: adulto, infantil e de rua.
A modalidade Artes Visuais, que contempla as artes plásticas, fotográficas e desenhos de humor, reuniu 146 obras de 65 artistas de 50 municípios de todas as regiões do Estado na fase estadual da competição. Os finalistas na categoria canto coral fizeram uma homenagem ao centenário de Adoniran Barbosa, com a apresentação pelos grupos de uma peça conjunta, inspirada na vida e obra do compositor nascido em Valinhos. Ao todo foram 72 coros inscritos na fase municipal desta categoria. Após o processo de seleção municipal, regional e estadual, os finalistas fizeram 160 apresentações por todo o estado, na chamada fase de Circulação. Para tal, os artistas receberam R$ 1.200 reais de acordo com as modalidades, a título de direitos autorais ou ajuda de custo para cada apresentação em cidade do interior.
Uma lista parcial de vencedores pode ser conferida abaixo:
| Vencedores          | Vencedores          | Vencedores                                        | Vencedores | Vencedores          | Vencedores                |
| Expressão           | Expressão           | Nome                                              | Cidade     | Região              | Premiação                 |
| ------------------- | ------------------- | ------------------------------------------------- | ---------- | ------------------- | ------------------------- |
| Artes visuais       | Fotografia          | Luiz Fernando de Almeida Candelária Junior        | Taubaté    | São José dos Campos |                           |
| Canto coral         | Canto coral         | Coral Municipal de Cajamar reg. Wilson Nascimento | Cajamar    | Grande São Paulo    | R$ 1.200 por apresentação |
| Música instrumental | Música instrumental | Duo Rafael Cardoso e Pedro Macedo                 | Atibaia    | Campinas            | R$ 1.200 por apresentação |
| Música instrumental | Música instrumental | Quarteto Abayomi                                  | Tatuí      | Sorocaba            | R$ 1.200 por apresentação |

### 2011 / 2012
Para a 12ª edição foram abertas as inscrições para sete expressões artísticas: artes visuais (artes plásticas, desenho de humor e fotografia), canto coral, dança, música instrumental, literatura (conto, poema e crônica), teatro e vídeo. Esta edição passou por algumas alterações para resgatar o caráter expositivo do projeto, dando menos ênfase ao aspecto competitivo, tendo como meta que mais de 5 mil artistas de 350 municípios participassem do projeto.
Uma lista parcial dos vencedores pode ser conferida abaixo:
| Vencedores          | Vencedores          | Vencedores                           | Vencedores            | Vencedores            |
| Expressão           | Expressão           | Nome                                 | Cidade                | Região                |
| ------------------- | ------------------- | ------------------------------------ | --------------------- | --------------------- |
| Artes visuais       | Artes plásticas     | Tony Hajime Watanabe                 | Cravinhos             | Ribeirão Preto        |
| Artes visuais       | Artes plásticas     | Rodrigo Casali                       | Botucatu              | Bauru                 |
| Artes visuais       | Artes plásticas     | Andrey Gustavo Rossi                 | Bauru                 | Bauru                 |
| Artes visuais       | Artes plásticas     | Maria Carolina Câncio e Silva        | Jacareí               | São José dos Campos   |
| Artes visuais       | Artes plásticas     | Mario Enrique Gonzalez "Marlez"      | Marília               | Marília               |
| Artes visuais       | Artes plásticas     | Aline Lopes Peres                    | Araçatuba             | Araçatuba             |
| Artes visuais       | Desenho de humor    | Rodrigo Schiavone                    | Salto                 | Sorocaba              |
| Artes visuais       | Desenho de humor    | Luiz Gustavo Guimarães               | Monte Alto            | Ribeirão Preto        |
| Artes visuais       | Desenho de humor    | Daniel Evangelista da Silva          | Tupi Paulista         | Presidente Prudente   |
| Artes visuais       | Desenho de humor    | Paulo Cesar Santos Ferreira          | Mongaguá              | Baixada Santista      |
| Artes visuais       | Desenho de humor    | Victor Marcelo Franco                | Itapevi               | Grande São Paulo      |
| Artes visuais       | Fotografia          | Aline Cristina do Carmo Grego        | Botucatu              | Bauru                 |
| Artes visuais       | Fotografia          | Thyana Hacla Frutoso Riello          | Botucatu              | Bauru                 |
| Artes visuais       | Fotografia          | Alexandre Mucke Fleury               | Assis                 | Marília               |
| Artes visuais       | Fotografia          | Luiz Carlos Zaniboni                 | Dracena               | Presidente Prudente   |
| Artes visuais       | Fotografia          | Julio Cesar Garbellini               | Batatais              | Ribeirão Preto        |
| Canto coral         | Canto coral         | Coral Unicamp Zíper na Boca          | Campinas              | Campinas              |
| Literatura          | Conto               | Flávia Camila Gomes                  | São Carlos            | Araraquara            |
| Literatura          | Conto               | Tácito Cortes de Carvalho e Silva    | Presidente Venceslau  | Presidente Prudente   |
| Literatura          | Conto               | Carla Oliveira Terra                 | Caraguatatuba         | São José dos Campos   |
| Literatura          | Conto               | Geruza Zelnys de Almeida             | Laranjal Paulista     | Sorocaba              |
| Literatura          | Conto               | Juliana Cristina Terra de Souza      | Jaboticabal           | Ribeirão Preto        |
| Literatura          | Crônica             | Edmundo Moraes                       | Itapevi               | Grande São Paulo      |
| Literatura          | Crônica             | Solange Vicentini Tavares Mössenbock | Itatiba               | Campinas              |
| Literatura          | Crônica             | Marisa Zanirato                      | Assis                 | Marília               |
| Literatura          | Crônica             | Renato Resende Ferreira              | Palestina             | São José do Rio Preto |
| Literatura          | Crônica             | Plínio Giannasi                      | Presidente Prudente   | Presidente Prudente   |
| Literatura          | Poesia              | Ana Maria Galdino da Costa           | Valparaíso            | Araçatuba             |
| Literatura          | Poesia              | Ana Vieira Pereira                   | Botucatu              | Bauru                 |
| Literatura          | Poesia              | Sidnei Olívio                        | São José do Rio Preto | São José do Rio Preto |
| Literatura          | Poesia              | Marco António Queiroz Silva          | Atibaia               | Campinas              |
| Literatura          | Poesia              | Mariana Riedel Assayd                | Itapetininga          | Sorocaba              |
| Música instrumental | Música instrumental | Grupo Cartoon                        | Cubatão               | Baixada Santista      |

### 2013 / 2014
Neste biênio as expressões artísticas contempladas foram: artes visuais (artes plásticas, desenho de humor e fotografia), canto coral (coro e coro cênico), dança (clássica, jazz, contemporânea, de rua, popular e sapateado), literatura (poema, conto e crônica), música instrumental (solista acústico e instrumental acústico), teatro (adulto, infantil e de rua) e vídeo (animação, documentário e ficção). Um prêmio em dinheiro no valor de R$ 2 mil reais foi dado a cada indivíduo ou grupo vencedor da etapa estadual.
A lista de vencedores pode ser conferida abaixo:
| Vencedores          | Vencedores       | Vencedores                                                     | Vencedores               | Vencedores            | Vencedores                                      |
| Expressão           | Expressão        | Nome                                                           | Cidade                   | Região                | Premiação                                       |
| ------------------- | ---------------- | -------------------------------------------------------------- | ------------------------ | --------------------- | ----------------------------------------------- |
| Artes visuais       | Artes plásticas  | Acácio Netto                                                   | Taubaté                  | São José dos Campos   | R$ 2.000 para cada selecionado                  |
| Artes visuais       | Artes plásticas  | Tereza Bilia                                                   | São José do Rio Preto    | São José do Rio Preto | R$ 2.000 para cada selecionado                  |
| Artes visuais       | Artes plásticas  | Roberto Raniel                                                 | Araçatuba                | Araçatuba             | R$ 2.000 para cada selecionado                  |
| Artes visuais       | Artes plásticas  | Camila Dias                                                    | Salto                    | Sorocaba              | R$ 2.000 para cada selecionado                  |
| Artes visuais       | Artes plásticas  | Lidia Malynowskyj                                              | Bertioga                 | Baixada Santista      | R$ 2.000 para cada selecionado                  |
| Artes visuais       | Fotografia       | Erasmo Ballot                                                  | Aparecida                | São José dos Campos   | R$ 2.000 para cada selecionado                  |
| Artes visuais       | Fotografia       | Carlos Nogarotto                                               | Garça                    | Marília               | R$ 2.000 para cada selecionado                  |
| Artes visuais       | Fotografia       | Rogério Bordignon                                              | Matão                    | Araraquara            | R$ 2.000 para cada selecionado                  |
| Artes visuais       | Fotografia       | Edu Malta                                                      | Mairinque                | Sorocaba              | R$ 2.000 para cada selecionado                  |
| Artes visuais       | Fotografia       | Carlos Aliperti                                                | Espírito Santo do Pinhal | Campinas              | R$ 2.000 para cada selecionado                  |
| Artes visuais       | Desenho de humor | Moisés                                                         | Mogi Guaçu               | Campinas              | R$ 2.000 para cada selecionado                  |
| Artes visuais       | Desenho de humor | Jessé Ribeiro                                                  | Ourinhos                 | Marília               | R$ 2.000 para cada selecionado                  |
| Artes visuais       | Desenho de humor | Xavi                                                           | Avaré                    | Sorocaba              | R$ 2.000 para cada selecionado                  |
| Artes visuais       | Desenho de humor | Miossi                                                         | Francisco Morato         | Grande São Paulo      | R$ 2.000 para cada selecionado                  |
| Artes visuais       | Desenho de humor | Nivaldo Gonçalves                                              | Presidente Prudente      | Presidente Prudente   | R$ 2.000 para cada selecionado                  |
| Canto coral         | Coro tradicional | Grupo Vocal Yaweh                                              | Birigui                  | Araçatuba             | R$ 2.000 e 10 CDs para cada grupo selecionado   |
| Canto coral         | Coro tradicional | Conjunto Vocal Arabesco, reg. Irandi Fernando Daros            | Lençóis Paulista         | Bauru                 | R$ 2.000 e 10 CDs para cada grupo selecionado   |
| Canto coral         | Coro tradicional | Coral Madrigal Gaudete, reg. Luiz Carlos Bagatin               | Porto Ferreira           | Araraquara            | R$ 2.000 e 10 CDs para cada grupo selecionado   |
| Canto coral         | Coro tradicional | Coral Municipal Sinésio Pinheiro, reg. Selma Boragian          | São Sebastião            | São José dos Campos   | R$ 2.000 e 10 CDs para cada grupo selecionado   |
| Canto coral         | Coro tradicional | Coral Guiomar Novaes, reg. Hellen Rose                         | Dracena                  | Presidente Prudente   | R$ 2.000 e 10 CDs para cada grupo selecionado   |
| Canto coral         | Coro tradicional | Coral Municipal Laurindo de Almeida, reg. Isaac Vieira Reis    | Miracatu                 | Vale do Ribeira       | R$ 2.000 e 10 CDs para cada grupo selecionado   |
| Canto coral         | Coro tradicional | Coral Agnus Dei, reg. Ivan Menezes                             | Praia Grande             | Baixada Santista      | R$ 2.000 e 10 CDs para cada grupo selecionado   |
| Canto coral         | Coro tradicional | Cia Canto Vivo, reg. Cláudia de Queiroz                        | Jundiaí                  | Campinas              | R$ 2.000 e 10 CDs para cada grupo selecionado   |
| Canto coral         | Coro tradicional | Coral Municipal de Cajamar, reg. Wilson Nascimento             | Cajamar                  | Grande São Paulo      | R$ 2.000 e 10 CDs para cada grupo selecionado   |
| Canto coral         | Coro tradicional | Grupo Vocal Aitiara, reg. Jorge Miguel Cisneros                | Botucatu                 | Sorocaba              | R$ 2.000 e 10 CDs para cada grupo selecionado   |
| Canto coral         | Coro cênico      | Coral Jovem Municipal Apparecendo, reg. Nair Antunes Cavaterra | Aparecida                | São José dos Campos   | R$ 2.000 e 10 CDs para cada grupo selecionado   |
| Canto coral         | Coro cênico      | Coral Unicamp Zíper na Boca, reg. Vivian Nogueira              | Campinas                 | Campinas              | R$ 2.000 e 10 CDs para cada grupo selecionado   |
| Dança               | Clássica         | Experimental Roda Viva                                         | Barra Bonita             | Bauru                 | R$ 2.000 por grupo selecionado                  |
| Dança               | Contemporânea    | Núcleo Municipal de Teatro                                     | Penápolis                | Araçatuba             | R$ 2.000 por grupo selecionado                  |
| Dança               | Contemporânea    | Grupo Ello de Dança                                            | Porto Ferreira           | Araraquara            | R$ 2.000 por grupo selecionado                  |
| Dança               | Contemporânea    | Oficina Cultural Contemporânea                                 | Barueri                  | Grande São Paulo      | R$ 2.000 por grupo selecionado                  |
| Dança               | Contemporânea    | Grupo de Dança do Teatro Municipal Pedro Angelo Camin          | Mococa                   | Campinas              | R$ 2.000 por grupo selecionado                  |
| Dança               | Contemporânea    | Cia. de Dança Rit's                                            | Tatuí                    | Sorocaba              | R$ 2.000 por grupo selecionado                  |
| Dança               | Dança de rua     | Body Hits                                                      | Assis                    | Marília               | R$ 2.000 por grupo selecionado                  |
| Dança               | Dança de rua     | Descendentes de Rua                                            | São Sebastião            | São José dos Campos   | R$ 2.000 por grupo selecionado                  |
| Dança               | Dança de rua     | Cia Street Boys                                                | Fernandópolis            | São José do Rio Preto | R$ 2.000 por grupo selecionado                  |
| Dança               | Dança de rua     | New Face                                                       | Monte Alto               | Ribeirão Preto        | R$ 2.000 por grupo selecionado                  |
| Dança               | Dança de rua     | Projeto Sem Fronteiras                                         | Cajati                   | Vale do Ribeira       | R$ 2.000 por grupo selecionado                  |
| Dança               | Jazz             | Grupo de Dança Marina Gregolin                                 | Dracena                  | Presidente Prudente   | R$ 2.000 por grupo selecionado                  |
| Dança               | Jazz             | Vícios Cia. de Dança                                           | Cubatão                  | Baixada Santista      | R$ 2.000 por grupo selecionado                  |
| Literatura          | Conto            | José Carlos Mendes Brandão                                     | Bauru                    | Bauru                 | R$ 2.000 e participação em antologia            |
| Literatura          | Conto            | André Telucazu Kondo                                           | Jundiaí                  | Campinas              | R$ 2.000 e participação em antologia            |
| Literatura          | Conto            | André Plez da Silva                                            | Mococa                   | Campinas              | R$ 2.000 e participação em antologia            |
| Literatura          | Conto            | Plínio César Giannasi                                          | Presidente Prudente      | Presidente Prudente   | R$ 2.000 e participação em antologia            |
| Literatura          | Conto            | Katia Cristina Mota, pseudônimo Catharina M.                   | Cerquilho                | Sorocaba              | R$ 2.000 e participação em antologia            |
| Literatura          | Conto            | Ivan Vagner Marcon                                             | Cerquilho                | Sorocaba              | R$ 2.000 e participação em antologia            |
| Literatura          | Crônica          | Luiz Bispo Maria, pseudônimo Rambol Luz                        | Porto Ferreira           | Araraquara            | R$ 2.000 e participação em antologia            |
| Literatura          | Crônica          | Edson Bueno de Camargo                                         | Mauá                     | Grande São Paulo      | R$ 2.000 e participação em antologia            |
| Literatura          | Crônica          | Rafael Pessolato Marchesin                                     | São Caetano do Sul       | Grande São Paulo      | R$ 2.000 e participação em antologia            |
| Literatura          | Crônica          | Letterio Santoro                                               | Garça                    | Marília               | R$ 2.000 e participação em antologia            |
| Literatura          | Crônica          | Dafne Araceli Román                                            | Taubaté                  | São José dos Campos   | R$ 2.000 e participação em antologia            |
| Literatura          | Poesia           | Daniel Perico Graciano                                         | Santa Cruz das Palmeiras | Campinas              | R$ 2.000 e participação em antologia            |
| Literatura          | Poesia           | Murillo Marques                                                | Osasco                   | Grande São Paulo      | R$ 2.000 e participação em antologia            |
| Literatura          | Poesia           | Mario Donizete Massari                                         | Sertãozinho              | Ribeirão Preto        | R$ 2.000 e participação em antologia            |
| Literatura          | Poesia           | Cleber Willian Santos Freire                                   | Jacareí                  | São José dos Campos   | R$ 2.000 e participação em antologia            |
| Literatura          | Poesia           | Fábio Nicolau Ilczuk, pseudônimo Filczuk                       | Itapeva                  | Sorocaba              | R$ 2.000 e participação em antologia            |
| Música instrumental | Conjunto         | Grupo Acorde - Cordas da Cultura de Descalvado                 | Descalvado               | Araraquara            | R$ 2.000 e 10 CDs para cada grupo selecionado   |
| Música instrumental | Conjunto         | Banda em Balde                                                 | Marília                  | Marília               | R$ 2.000 e 10 CDs para cada grupo selecionado   |
| Música instrumental | Conjunto         | Flautarias & Cia.                                              | Cubatão                  | Baixada Santista      | R$ 2.000 e 10 CDs para cada grupo selecionado   |
| Música instrumental | Conjunto         | Grupo Choro Fino                                               | Bauru                    | Bauru                 | R$ 2.000 e 10 CDs para cada grupo selecionado   |
| Música instrumental | Conjunto         | Grupo Guiomar Novaes                                           | Dracena                  | Presidente Prudente   | R$ 2.000 e 10 CDs para cada grupo selecionado   |
| Música instrumental | Conjunto         | Janelas e Beirais                                              | Iguape                   | Vale do Ribeira       | R$ 2.000 e 10 CDs para cada grupo selecionado   |
| Música instrumental | Conjunto         | Orquestra de Sopros e Percussão da Facmol                      | Pereira Barreto          | Araçatuba             | R$ 2.000 e 10 CDs para cada grupo selecionado   |
| Música instrumental | Conjunto         | Orquestra de Violões Cordas da Serra                           | São Bento do Sapucaí     | São José dos Campos   | R$ 2.000 e 10 CDs para cada grupo selecionado   |
| Música instrumental | Conjunto         | Orquestra Sinfônica de Jales                                   | Jales                    | São José do Rio Preto | R$ 2.000 e 10 CDs para cada grupo selecionado   |
| Música instrumental | Conjunto         | Orquestra de Sopros Itapevi SP - OSISP                         | Itapevi                  | Grande São Paulo      | R$ 2.000 e 10 CDs para cada grupo selecionado   |
| Música instrumental | Conjunto         | Quarteto Oripe                                                 | Franca                   | Ribeirão Preto        | R$ 2.000 e 10 CDs para cada grupo selecionado   |
| Música instrumental | Conjunto         | Quarteto Sorocaba                                              | Sorocaba                 | Sorocaba              | R$ 2.000 e 10 CDs para cada grupo selecionado   |
| Música instrumental | Solista          | Diego Guedes                                                   | Tatuí                    | Sorocaba              | R$ 2.000 e 10 CDs para cada solista selecionado |
| Música instrumental | Solista          | Fred Lincoln                                                   | Guarujá                  | Baixada Santista      | R$ 2.000 e 10 CDs para cada solista selecionado |
| Música instrumental | Solista          | Guto Domingues                                                 | Lorena                   | São José dos Campos   | R$ 2.000 e 10 CDs para cada solista selecionado |
| Música instrumental | Solista          | Hellen Rose Jurity Rodrigues                                   | Dracena                  | Presidente Prudente   | R$ 2.000 e 10 CDs para cada solista selecionado |
| Música instrumental | Solista          | Maria Cecilia Raab Forastieri                                  | Araçatuba                | Araçatuba             | R$ 2.000 e 10 CDs para cada solista selecionado |
| Música instrumental | Solista          | Roberto Pagotto                                                | Capivari                 | Campinas              | R$ 2.000 e 10 CDs para cada solista selecionado |
| Música instrumental | Solista          | Thiago Campos Araújo                                           | Itapevi                  | Grande São Paulo      | R$ 2.000 e 10 CDs para cada solista selecionado |
| Teatro              | Adulto           | Cia. de Teatro Ofertantes                                      | Jacareí                  | São José dos Campos   | R$ 2.000 por grupo selecionado                  |
| Teatro              | Adulto           | Grupo Trupe Kei                                                | Paraguaçu Paulista       | Marília               | R$ 2.000 por grupo selecionado                  |
| Teatro              | Adulto           | Grupo Municipal de Teatro Pópa Tapa Taio                       | Avaré                    | Sorocaba              | R$ 2.000 por grupo selecionado                  |
| Teatro              | Adulto           | Cia. Teatral Cenicomania                                       | Santos                   | Baixada Santista      | R$ 2.000 por grupo selecionado                  |
| Teatro              | Adulto           | Grupo Blecaute                                                 | Itapevi                  | Grande São Paulo      | R$ 2.000 por grupo selecionado                  |
| Teatro              | Adulto           | Mênades e Sátiros                                              | Oswaldo Cruz             | Presidente Prudente   | R$ 2.000 por grupo selecionado                  |
| Teatro              | Adulto           | Grupo Di Atus de Teatro                                        | Santa Bárbara d'Oeste    | Campinas              | R$ 2.000 por grupo selecionado                  |
| Teatro              | Adulto           | Coletivo Garrafa Verde                                         | Franca                   | Ribeirão Preto        | R$ 2.000 por grupo selecionado                  |
| Teatro              | Adulto           | Cia. de Dentro da Casa                                         | Lins                     | Bauru                 | R$ 2.000 por grupo selecionado                  |
| Teatro              | Adulto           | Caixa Preta de Teatro                                          | Registro                 | Vale do Ribeira       | R$ 2.000 por grupo selecionado                  |
| Teatro              | Adulto           | Cia. Teatral Um e Outro                                        | Araçatuba                | Araçatuba             | R$ 2.000 por grupo selecionado                  |
| Teatro              | Infantil         | Cia. Cênica                                                    | São José do Rio Preto    | São José do Rio Preto | R$ 2.000 por grupo selecionado                  |
| Teatro              | De rua           | Grupo Teatral Galhofas                                         | Descalvado               | Araraquara            | R$ 2.000 por grupo selecionado                  |
| Vídeo               | Documentário     | Em busca do Unhudo, de Carlos Carvalho Cavalheiro              | Sorocaba                 | Sorocaba              | R$ 2.000 e 10 DVDs para cada selecionado        |
| Vídeo               | Documentário     | Apostas, de Dayane Machado e Vanessa Tomáz                     | Presidente Prudente      | Presidente Prudente   | R$ 2.000 e 10 DVDs para cada selecionado        |
| Vídeo               | Ficção           | Pique-esconde, de Eduardo Ferreira e Thiago Campos             | Santos                   | Baixada Santista      | R$ 2.000 e 10 DVDs para cada selecionado        |
| Vídeo               | Ficção           | Amor de Picadeiro, de João Paulo Miranda Maria                 | Rio Claro                | Campinas              | R$ 2.000 e 10 DVDs para cada selecionado        |
| Vídeo               | Ficção           | João e o Mundo, de Carlos Arévalo                              | Assis                    | Marília               | R$ 2.000 e 10 DVDs para cada selecionado        |

### 2015 / 2016
Para a 14ª edição foram consideradas sete expressões artísticas e as respectivas categorias: artes visuais (artes plásticas, desenho de humor e fotografia), canto coral, dança, literatura (conto, crônica e poema), música instrumental (solista e conjunto), teatro, e vídeo. A fase Regional aconteceu do final de agosto até novembro de 2015, e contou com a participação de 202 municípios. Entre artistas individuais e coletivos, participaram 1.460 nomes: 445 artistas em artes visuais, 35 grupos de canto coral, 113 grupos de dança, 616 escritores, 101 músicos (entre conjuntos e solistas), 103 coletivos de teatro e 47 produtoras de vídeos. Após a fase Estadual ocorreu uma quarta fase, de Circulação: os selecionados em canto coral e música instrumental tiveram que realizar uma apresentação no interior do Estado, enquanto os selecionados de teatro e dança realizaram três apresentações.
A lista de vencedores pode ser conferida abaixo:
| Vencedores          | Vencedores       | Vencedores                                                     | Vencedores            | Vencedores            | Vencedores                     |
| Expressão           | Expressão        | Nome                                                           | Cidade                | Região                | Premiação                      |
| ------------------- | ---------------- | -------------------------------------------------------------- | --------------------- | --------------------- | ------------------------------ |
| Artes visuais       | Artes plásticas  | Ad Silva                                                       | Marília               | Marília               | R$ 2.000 para cada selecionado |
| Artes visuais       | Artes plásticas  | Aline Lopes                                                    | Araçatuba             | Araçatuba             | R$ 2.000 para cada selecionado |
| Artes visuais       | Artes plásticas  | Aguiar                                                         | Pirassununga          | Campinas              | R$ 2.000 para cada selecionado |
| Artes visuais       | Artes plásticas  | Amilton Damas                                                  | Jacareí               | São José dos Campos   | R$ 2.000 para cada selecionado |
| Artes visuais       | Artes plásticas  | Carlos Rojo                                                    | Guarujá               | Baixada Santista      | R$ 2.000 para cada selecionado |
| Artes visuais       | Artes plásticas  | Caixeta                                                        | Ilha Comprida         | Vale do Ribeira       | R$ 2.000 para cada selecionado |
| Artes visuais       | Artes plásticas  | Cleitonsteeel                                                  | Penápolis             | Araçatuba             | R$ 2.000 para cada selecionado |
| Artes visuais       | Artes plásticas  | Claudio Vichi                                                  | Praia Grande          | Baixada Santista      | R$ 2.000 para cada selecionado |
| Artes visuais       | Artes plásticas  | Iza Perez                                                      | Avaré                 | Sorocaba              | R$ 2.000 para cada selecionado |
| Artes visuais       | Artes plásticas  | Jhoni Morgado                                                  | Guarujá               | Baixada Santista      | R$ 2.000 para cada selecionado |
| Artes visuais       | Artes plásticas  | Ludmila Ciuffi                                                 | Osasco                | Grande São Paulo      | R$ 2.000 para cada selecionado |
| Artes visuais       | Artes plásticas  | Valdecir Gerotto                                               | Mirassol              | São José do Rio Preto | R$ 2.000 para cada selecionado |
| Artes visuais       | Artes plásticas  | Vargas                                                         | Diadema               | Grande São Paulo      | R$ 2.000 para cada selecionado |
| Artes visuais       | Artes plásticas  | Vicente                                                        | Sertãozinho           | Ribeirão Preto        | R$ 2.000 para cada selecionado |
| Artes visuais       | Desenho de humor | Alex                                                           | Suzano                | Grande São Paulo      | R$ 2.000 para cada selecionado |
| Artes visuais       | Desenho de humor | Marcos Schmidt                                                 | Sorocaba              | Sorocaba              | R$ 2.000 para cada selecionado |
| Artes visuais       | Desenho de humor | Xavi                                                           | Avaré                 | Sorocaba              | R$ 2.000 para cada selecionado |
| Artes visuais       | Fotografia       | Adriano Ávila                                                  | Alumínio              | Sorocaba              | R$ 2.000 para cada selecionado |
| Artes visuais       | Fotografia       | Elton Barroso                                                  | Monte Alto            | Ribeirão Preto        | R$ 2.000 para cada selecionado |
| Artes visuais       | Fotografia       | Le Ayres                                                       | Santos                | Baixada Santista      | R$ 2.000 para cada selecionado |
| Canto coral         | Coro tradicional | Coral Madrigal Gaudete reg. Luiz Carlos Bagatin                | Porto Ferreira        | Araraquara            | R$ 2.000 para cada grupo       |
| Canto coral         | Coro tradicional | Coral Municipal de Guarujá reg. Ricardo Cardim de Cerqueira    | Guarujá               | Baixada Santista      | R$ 2.000 para cada grupo       |
| Canto coral         | Coro tradicional | Coral Municipal de Jaguariúna COMJA reg. Antônio Fraga         | Jaguariúna            | Campinas              | R$ 2.000 para cada grupo       |
| Canto coral         | Coro tradicional | Coral En'Canto das Artes reg. Eduardo Ribeiro dos Santos Silva | Embu das Artes        | Grande São Paulo      | R$ 2.000 para cada grupo       |
| Canto coral         | Coro tradicional | Coral Guiomar Novaes reg. Hellen Rose Jurity Rodrigues         | Dracena               | Presidente Prudente   | R$ 2.000 para cada grupo       |
| Canto coral         | Coro tradicional | Coro Experimental de Franca reg. Rafael Henrique Andrade       | Franca                | Ribeirão Preto        | R$ 2.000 para cada grupo       |
| Canto coral         | Coro cênico      | Coral Jovem Municipal "Apparecendo" reg. Nair Cavaterra        | Aparecida             | São José dos Campos   | R$ 2.000 para cada grupo       |
| Canto coral         | Coro cênico      | Coral Municipal Maestro Sinésio Pinheiro reg. Selma Boragian   | São Sebastião         | São José dos Campos   | R$ 2.000 para cada grupo       |
| Canto coral         | Coro cênico      | Madrigal Pange Lingua reg. Fernando da Silva Magalhães         | Itapeva               | Sorocaba              | R$ 2.000 para cada grupo       |
| Canto coral         | Coro cênico      | Coral Municipal Laurindo de Almeida reg. Isaac Vieira Reis     | Miracatu              | Vale do Ribeira       | R$ 2.000 para cada grupo       |
| Dança               | Contemporânea    | Usina da Dança                                                 | Orlândia              | São José do Rio Preto | R$ 2.000 para cada grupo       |
| Dança               | Dança de rua     | Legionários                                                    | Andradina             | Araçatuba             | R$ 2.000 para cada grupo       |
| Dança               | Dança de rua     | Cia. Street Boys                                               | Fernandópolis         | São José do Rio Preto | R$ 2.000 para cada grupo       |
| Dança               | Dança de rua     | Cia. Viela de Danças Urbanas                                   | Registro              | Vale do Ribeira       | R$ 2.000 para cada grupo       |
| Dança               | Jazz             | Cia de Dança de Cubatão                                        | Cubatão               | Baixada Santista      | R$ 2.000 para cada grupo       |
| Dança               | Livre            | Dançart                                                        | Tupi Paulista         | Presidente Prudente   | R$ 2.000 para cada grupo       |
| Dança               | Livre            | ConAtus Studio de Dança                                        | Pindamonhangaba       | São José dos Campos   | R$ 2.000 para cada grupo       |
| Literatura          | Conto            | Rui Sora Rodriguez                                             | Santos                | Baixada Santista      | R$ 2.000 para cada selecionado |
| Literatura          | Conto            | Esso Maciel                                                    | Bauru                 | Bauru                 | R$ 2.000 para cada selecionado |
| Literatura          | Conto            | André Kondo                                                    | Jundiaí               | Campinas              | R$ 2.000 para cada selecionado |
| Literatura          | Conto            | Fabrício Hersoguenrath                                         | Timburi               | Marília               | R$ 2.000 para cada selecionado |
| Literatura          | Conto            | Carla Oliveira Terra                                           | Caraguatatuba         | São José dos Campos   | R$ 2.000 para cada selecionado |
| Literatura          | Conto            | Vanessa Stollar                                                | Jacareí               | São José dos Campos   | R$ 2.000 para cada selecionado |
| Literatura          | Crônica          | Geraldo Varjabedian                                            | Bertioga              | Baixada Santista      | R$ 2.000 para cada selecionado |
| Literatura          | Crônica          | Flávio Ribeiro                                                 | Mogi Guaçu            | Campinas              | R$ 2.000 para cada selecionado |
| Literatura          | Crônica          | Sabrina da Paixão Brésio                                       | Osasco                | Grande São Paulo      | R$ 2.000 para cada selecionado |
| Literatura          | Crônica          | Katia Torres Negrisoli                                         | Adamantina            | Presidente Prudente   | R$ 2.000 para cada selecionado |
| Literatura          | Crônica          | Kayki Martins Ribeiro                                          | Santa Fé do Sul       | São José do Rio Preto | R$ 2.000 para cada selecionado |
| Literatura          | Crônica          | Jonas de Antino                                                | Cajati                | Vale do Ribeira       | R$ 2.000 para cada selecionado |
| Literatura          | Poesia           | Ju Costa                                                       | Penápolis             | Araçatuba             | R$ 2.000 para cada selecionado |
| Literatura          | Poesia           | Madeleine Alves                                                | São Vicente           | Baixada Santista      | R$ 2.000 para cada selecionado |
| Literatura          | Poesia           | Danilo Pique                                                   | Franco da Rocha       | Grande São Paulo      | R$ 2.000 para cada selecionado |
| Literatura          | Poesia           | Adriana Harger                                                 | Campos do Jordão      | São José dos Campos   | R$ 2.000 para cada selecionado |
| Literatura          | Poesia           | Ana Vieira Pereira                                             | Botucatu              | Sorocaba              | R$ 2.000 para cada selecionado |
| Literatura          | Poesia           | Gabi Bertelli [in memoriam]                                    | Registro              | Vale do Ribeira       | R$ 2.000 para cada selecionado |
| Música instrumental | Solista          | Cezar Sulini                                                   | Penápolis             | Araçatuba             | R$ 2.000 para cada selecionado |
| Música instrumental | Solista          | João Gustavo Rangel                                            | Jaú                   | Bauru                 | R$ 2.000 para cada selecionado |
| Música instrumental | Solista          | Douglas Pirota                                                 | Tupi Paulista         | Presidente Prudente   | R$ 2.000 para cada selecionado |
| Música instrumental | Solista          | Reinaldo Toledo                                                | Franca                | Ribeirão Preto        | R$ 2.000 para cada selecionado |
| Música instrumental | Solista          | Ygor Gualiume                                                  | Santa Bárbara d'Oeste | Campinas              | R$ 2.000 para cada selecionado |
| Música instrumental | Solista          | Osnir Gonçalves                                                | Francisco Morato      | Grande São Paulo      | R$ 2.000 para cada selecionado |
| Música instrumental | Solista          | Alexandre Nunes                                                | Caraguatatuba         | São José dos Campos   | R$ 2.000 para cada selecionado |
| Música instrumental | Solista          | Ronaldo Nunes                                                  | Iguape                | Vale do Ribeira       | R$ 2.000 para cada selecionado |
| Música instrumental | Conjunto         | Cesar & Rafael Os Reis da Viola                                | Penápolis             | Araçatuba             | R$ 2.000 para cada selecionado |
| Música instrumental | Conjunto         | GR Banda de Música                                             | Bauru                 | Bauru                 | R$ 2.000 para cada selecionado |
| Música instrumental | Conjunto         | Duo de Violões                                                 | Garça                 | Marilia               | R$ 2.000 para cada selecionado |
| Música instrumental | Conjunto         | Triunfal Brass                                                 | Presidente Epitácio   | Presidente Prudente   | R$ 2.000 para cada selecionado |
| Música instrumental | Conjunto         | Duo de Violas Caipira Parabiwa                                 | Franca                | Ribeirão Preto        | R$ 2.000 para cada selecionado |
| Música instrumental | Conjunto         | Orquestra Sinfônica de Jales                                   | Jales                 | São José do Rio Preto | R$ 2.000 para cada selecionado |
| Música instrumental | Conjunto         | Grupo Acorde                                                   | Descalvado            | Araraquara            | R$ 2.000 para cada selecionado |
| Música instrumental | Conjunto         | Aqui tem Choro                                                 | São Vicente           | Baixada Santista      | R$ 2.000 para cada selecionado |
| Música instrumental | Conjunto         | Chorando na Dezoito                                            | Itapevi               | Grande São Paulo      | R$ 2.000 para cada selecionado |
| Música instrumental | Conjunto         | Banda de Aprendizes da Corporação Musical Euterpe              | Pindamonhangaba       | São José dos Campos   | R$ 2.000 para cada selecionado |
| Música instrumental | Conjunto         | Grupo Choro & Prosa                                            | Laranjal Paulista     | Sorocaba              | R$ 2.000 para cada selecionado |
| Teatro              | Adulto           | Grupo Evoé                                                     | Juquiá                | Vale do Ribeira       | R$ 2.000 para cada grupo       |
| Teatro              | Adulto           | Espaço Núcleo                                                  | Limeira               | Campinas              | R$ 2.000 para cada grupo       |
| Teatro              | Adulto           | Teatro do kaos                                                 | Cubatão               | Baixada Santista      | R$ 2.000 para cada grupo       |
| Teatro              | Adulto           | Cia. Cid Chagas                                                | Pereira Barreto       | Araçatuba             | R$ 2.000 para cada grupo       |
| Teatro              | Adulto           | Núcleo de Teatro Evoé                                          | Batatais              | Ribeirão Preto        | R$ 2.000 para cada grupo       |
| Teatro              | Adulto           | Os Bárbaros Cia. de Teatro                                     | Maracaí               | Marília               | R$ 2.000 para cada grupo       |
| Teatro              | Adulto           | 4NARUAÉ8                                                       | Jacareí               | São José dos Campos   | R$ 2.000 para cada grupo       |
| Teatro              | Adulto           | Grupo Nozes                                                    | Barueri               | Grande São Paulo      | R$ 2.000 para cada grupo       |
| Teatro              | Adulto           | Cia. Anomalias Teatrais                                        | Salto                 | Sorocaba              | R$ 2.000 para cada grupo       |
| Teatro              | Adulto           | Cia. Dentro da Casa                                            | Lins                  | Bauru                 | R$ 2.000 para cada grupo       |
| Teatro              | Adulto           | Cia. Labirinto de Teatro                                       | Matão                 | Araraquara            | R$ 2.000 para cada grupo       |
| Teatro              | Infantil         | Cia. de Teatro vermelho                                        | Presidente Prudente   | Presidente Prudente   | R$ 2.000 para cada grupo       |
| Teatro              | De rua           | Cia. 2 Atos                                                    | Votuporanga           | São José do Rio Preto | R$ 2.000 para cada grupo       |
| Vídeo               | Animação         | Marcio Emilio Zago                                             | Atibaia               | Campinas              | R$ 2.000 para cada selecionado |
| Vídeo               | Animação         | Jessé Ribeiro                                                  | Ourinhos              | Marilia               | R$ 2.000 para cada selecionado |
| Vídeo               | Documentário     | Elisabeth Andrade / Raquel Sá                                  | Santana de Parnaíba   | Grande São Paulo      | R$ 2.000 para cada selecionado |
| Vídeo               | Documentário     | Dannyel Leite / Larissa Resende                                | Jacareí               | São José dos Campos   | R$ 2.000 para cada selecionado |
| Vídeo               | Documentário     | Noise Coletivo: Rachel Munhoz / Gael Mota                      | São Vicente           | Baixada Santista      | R$ 2.000 para cada selecionado |
| Vídeo               | Ficção           | Grupo "Caculé" / Klaison Gustavo Simeoni                       | Presidente Venceslau  | Presidente Prudente   | R$ 2.000 para cada selecionado |
| Vídeo               | Ficção           | Caique Tosques                                                 | Batatais              | Ribeirão Preto        | R$ 2.000 para cada selecionado |
| Vídeo               | Ficção           | Cleber Avancini                                                | Porto Feliz           | Sorocaba              | R$ 2.000 para cada selecionado |
| Vídeo               | Ficção           | Lucas Casella / Grupo Cinplis                                  | Penápolis             | Araçatuba             | R$ 2.000 para cada selecionado |
| Vídeo               | Ficção           | Ricardo Fernandes Rodrigues                                    | Bariri                | Bauru                 | R$ 2.000 para cada selecionado |

### 2019 / 2020
Para esta edição foram consideradas cinco expressões artísticas: circo, dança, fotografia, poesia e teatro. Este Mapa foi interrompido em virtude da pandemia de COVID-19.